# 1984 في سنغافورة
فيما يلي قوائم الأحداث التي وقعت خلال عام 1984 في سنغافورة.

## سياسة

### تعيين في المنصب
- 22 ديسمبر – لي هسين لونغ عضو مجلس الشعب السنغافوري.

## رياضة
- 1 يناير – كأس آسيا 1984

## مواليد

### يناير
- 31 يناير – بايحقي خايزان لاعب كرة قدم سنغافوري.

### ديسمبر
- 14 ديسمبر – جاكسون راثبون